# Tick, Tick... Boom!
Tick, Tick... Boom! (gestileerd als tick, tick... BOOM!) is een Amerikaanse muzikale biografische-dramafilm uit 2021, geregisseerd door Lin-Manuel Miranda in zijn speelfilmdebuut, naar een scenario van Steven Levenson, gebaseerd op de semi-autobiografische musical met dezelfde naam van Jonathan Larson. De hoofdrollen worden vertolkt door Andrew Garfield, Alexandra Shipp, Robin de Jesús, Joshua Henry, Judith Light en Vanessa Hudgens.

## Verhaal
De film speelt zich af in de jaren negentig en volgt het verhaal van Jonathan Larson, een beginnend toneelschrijver en ober in New York. Hij schrijft Superbia, een scenario waarvan hij hoopt dat het de volgende grote Broadway-musical wordt. Jonathan worstelt met de druk van zijn vriendin Susan, die het beu is om haar leven op pauze te zetten vanwege de dromen van haar vriend, terwijl zijn beste vriend en kamergenoot Michael haar aspiraties voor een goedbetaalde reclamebaan. Als zijn 30e verjaardag nadert, wordt Jonathan gegrepen door angst terwijl hij de kosten van zijn dromen onder ogen moet zien.

## Rolverdeling
| Acteur           | Personage        |
| ---------------- | ---------------- |
| Andrew Garfield  | Jonathan Larson  |
| Alexandra Shipp  | Susan            |
| Robin de Jesús   | Michael          |
| Joshua Henry     | Roger            |
| Utkarsh Ambudkar | Todd             |
| Judith Light     | Rosa Stevens     |
| Vanessa Hudgens  | Karessa Johnson  |
| Bradley Whitford | Stephen Sondheim |
| Laura Benanti    | Judy             |
| Jelani Alladin   | David            |

## Productie
De film werd aangekondigd in juli 2018 dat Lin-Manuel Miranda zijn regiedebuut zou maken met de muzikale aanpassing, met Imagine Entertainment en Julie Oh voor de productie en Steven Levenson van Dear Evan Hansen die het script schrijft.
In juni 2019 had Netflix de film gekocht, met Andrew Garfield als eerste keus om te schitteren. Hij zou in oktober de hoofdrol spelen, met Alexandra Shipp, Vanessa Hudgens en Robin de Jesús in november. Joshua Henry, Judith Light en Bradley Whitford zouden in januari 2020 toetreden. In januari 2020 werd ook bekend dat choreograaf Ryan Heffington aan de film zou werken.
De belangrijkste opnames begonnen in maart 2020, maar de productie werd in april 2020 stilgelegd vanwege de COVID-19-pandemie. De productie werd hervat in oktober 2020. De opnames eindigden in november 2020. Het officiële soundtrackalbum met in totaal 17 nummers, gezongen door de acteurs van de film, werd gelijktijdig met de Amerikaanse bioscooprelease uitgebracht door Sony Masterworks.

## Release
De film ging in première op 10 november 2021 op het AFI Fest in Los Angeles en begon met een Amerikaanse beperkte release op 12 november 2021, voordat hij op 19 november 2021 op Netflix werd gestreamd.

## Ontvangst
De film kreeg lovende kritieken voor Garfield's uitvoering, Levenson's scenario en Miranda's regie. Op Rotten Tomatoes heeft Tick, Tick... Boom! een waarde van 89% en een gemiddelde score van 7,30/10, gebaseerd op 54 recensies. Op Metacritic heeft de film een gemiddelde score van 76/100, gebaseerd op 17 recensies.